# Beatrice Scarpato
Beatrice Scarpato (Roma, 8 maggio 1957) è una scenografa italiana.

## Biografia
Diplomata all'Accademia di belle arti di Roma, inizia la sua carriera con il gruppo teatrale La Gaia Scienza nei primi anni ottanta.
Insieme all'attività di scenografa, negli anni accademici 2013/2014 e 2014/2015, insegna scenografia presso la scuola d'arte cinematografica Gianmaria Volonté di Roma.

## Teatro
- “Cuori strappati” Compagnia teatrale La Gaia Scienza 1982/83 (collaborazione)
- “Notturni diamanti” Compagnia Solari – Vanzi 1984/85 (scenografia)
- “Il cavaliere azzurro" Compagnia Solari – Vanzi 1984/85 (scenografia)
- “Ad occhi chiusi" Teatro in aria di Alessandro Berdini 1984/85 (scene e costumi)
- “Dopo le scale” Teatro danza J.Fontano E. Piperno 1984/85 (scene e costumi)
- “Suono giallo” Compagnia Solari – Vanzi 1984/85 (scenografia)
- “Mort de rire” Teatro danza J. F. Duroure – M. Monnier 1986/87 (scenografia)
- “Sherazade” Danza F. Petrelle 1987/88 (scenografia)
- “La Maison de plumes vertes” Teatro danza J.F. Duroure 1987/88 (scenografia)
- “Fuoco fatuo” regia di Guidarello Pontani 1988/89 (scene e costumi)
- “Cosmono nox” Teatro Danza J.F. Duroure 1988/89 (scenografia)
- “Faust” regia di Giorgio Barberio Corsetti 1994/95 (scene e costumi)
- “Spezzati cuore mio” regia di Pietro Bontempo 1998 (scenografia)
- “Hamlet” regia di Pietro Bontempo 1998 (scenografia)
- “Sono qui per te” Teatro regia di Costanza Quatriglio 2011 (scenografia)
- “Qui e ora” Teatro regia di Mattia Torre 2013 (scenografia)
- “Kindeswohl” regia di Franco Angeli 2013 (scenografia)

## Filmografia
- Nell'acqua, regia di Dante Majorana - cortometraggio (1985) - scene e costumi
- Tracce di vita amorosa, regia di Peter Del Monte (1990) - scenografia
- Cena alle nove, regia di Paolo Breccia (1993) - scene e costumi
- Niente stasera, regia di Ennio De Dominicis (1993) - scene e costumi
- La bruttina stagionata, regia di Anna Di Francisca (1995) - scenografia
- L'ultima sigaretta, regia di Umberto Marino (1997) - scene e costumi
- Viol@, regia di Donatella Maiorca (1998) - scenografia
- Fate un bel sorriso, regia di Anna Di Francisca  (1999) - scenografia
- Quello che posso permettermi, regia di Andrea Porporati - cortometraggio (1999) - scene e costumi
- Sole negli occhi, regia di Andrea Porporati (2000) - scene e costumi
- Voci, regia di Paola Sangiovanni - cortometraggio (2000) - scene e costumi
- Respiro, regia di Emanuele Crialese (2001) - scenografia
- Il resto di niente,  regia di Antonietta De Lillo (2002) - scenografia
- Apnea, regia di Roberto Dordit (2003) - scenografia
- Una famiglia in giallo,  regia di Alberto Simone - miniserie TV (2004) - scenografia
- Notte prima degli esami, regia di Fausto Brizzi (2005) - scenografia
- Il dolce e l'amaro, regia di Andrea Porporati (2006) - scenografia
- Il passato è una terra straniera, regia di Daniele Vicari (2007) - scenografia
- L'ora di punta,  regia di Vincenzo Marra (2007) - scenografia
- Viola di mare, regia di Donatella Maiorca (2008) - scenografia
- Storia di Laura, regia di Andrea Porporati - film TV (2009) - scenografia
- Due mamme di troppo, regia di Antonello Grimaldi - film TV (2009)
- Tutti i padri di Maria, regia di Luca Manfredi - miniserie TV (2010)
- Faccia d'angelo, regia di Andrea Porporati - miniserie TV (2011) - scenografia
- Tutti pazzi per amore - terza stagione - scenografia
- Con il fiato sospeso, regia di Costanza Quatriglio (2013) - scenografia
- Non avere paura - Un'amicizia con Papa Wojtyla,  regia di Andrea Porporati (2013) - scenografia
- Prima che la notte, regia di Daniele Vicari (2018) - scenografia
- I nostri figli, regia di Andrea Porporati - film TV (2018) - scenografia
- L'Alligatore, regia di Daniele Vicari ed Emanuele Scaringi - serie TV (2020) - scenografia
- La bambina che non voleva cantare, regia di Costanza Quatriglio – film TV (2021) - scenografia
- Orlando, regia di Daniele Vicari (2022) . scenografia
- Campo di battaglia, regia di Gianni Amelio (2024)

## Riconoscimenti

### Nastri d'argento
- 1996 candidatura per La bruttina stagionata
- 1999 candidatura per Viol@
- 2006 candidatura per Il resto di niente

### David di Donatello
- 2005 candidatura per Il resto di niente

### Ciak d'oro
- 2005 Migliore scenografia per Il resto di niente[2]
- 2006 candidatura per Notte prima degli esami